# سان مارتن سور كوجيل
سان مارتن سور كوجيل (بالفرنسية: Saint-Martin-sur-Cojeul)‏ هي بلدية تقع في إقليم باد كاليه من منطقة نور با دو كاليه في شمال فرنسا. تبلغ مساحة هذه المدينة 3.41 (كم²)، وترتفع عن سطح البحر 64 م، يبلغ عدد سكانها 205 نسمة حسب إحصاء المعهد الوطني للإحصاء والدراسات الاقتصادية سنة 2009 م. وترأس Thérèse Lefrère البلدية خلال فترة (2008-2014).